# Erechthias malthaca
Erechthias malthaca är en fjärilsart som beskrevs av Edward Meyrick 1928. Erechthias malthaca ingår i släktet Erechthias och familjen äkta malar.
Artens utbredningsområde är Vanuatu. Inga underarter finns listade i Catalogue of Life.